# Publio Manlio Vulsón (pretor)
Publio Manlio Vulsón (en latín, Publius Manlius Vulso) fue un miembro de la gens patricia Manlia. 

## Carrera política
En 210 a. C. fue pretor de Cerdeña. Vulsón ocupó el cargo de pretor en medio de la lucha romana contra Aníbal, la segunda guerra púnica (218-201 a. C.). Mandó dos legiones para defender Cerdeña de los cartagineses. Sin embargo, una flota púnica liderada por Amílcar asoló a finales del verano de 210 a. C. Olbia, una ciudad en la costa noreste de la isla. Cuando Manlio y su ejército aparecieron en el campo de batalla, los cartagineses navegaron y devastaron el distrito de Carales (hoy Cagliari).